# Systematic & Applied Acarology Society
Systematic & Applied Acarology Society (pl. Towarzystwo Akarologii Systematycznej i Stosowanej) – międzynarodowe towarzystwo naukowe zrzeszające akarologów.
Celem organizacji jest promocja i rozwój akarologii oraz wspomaganie współpracy i wymiany informacji między akarologami z różnych części świata. Od 1996 towarzystwo wydaje recenzowane czasopismo naukowe Systematic & Applied Acarology. Ponadto ukazuje się newsletter "Acarology Bulletin", a okazjonalnie seria "Systematic & Applied Acarology Special Publications".